# Percy FitzPatrick Institute of African Ornithology

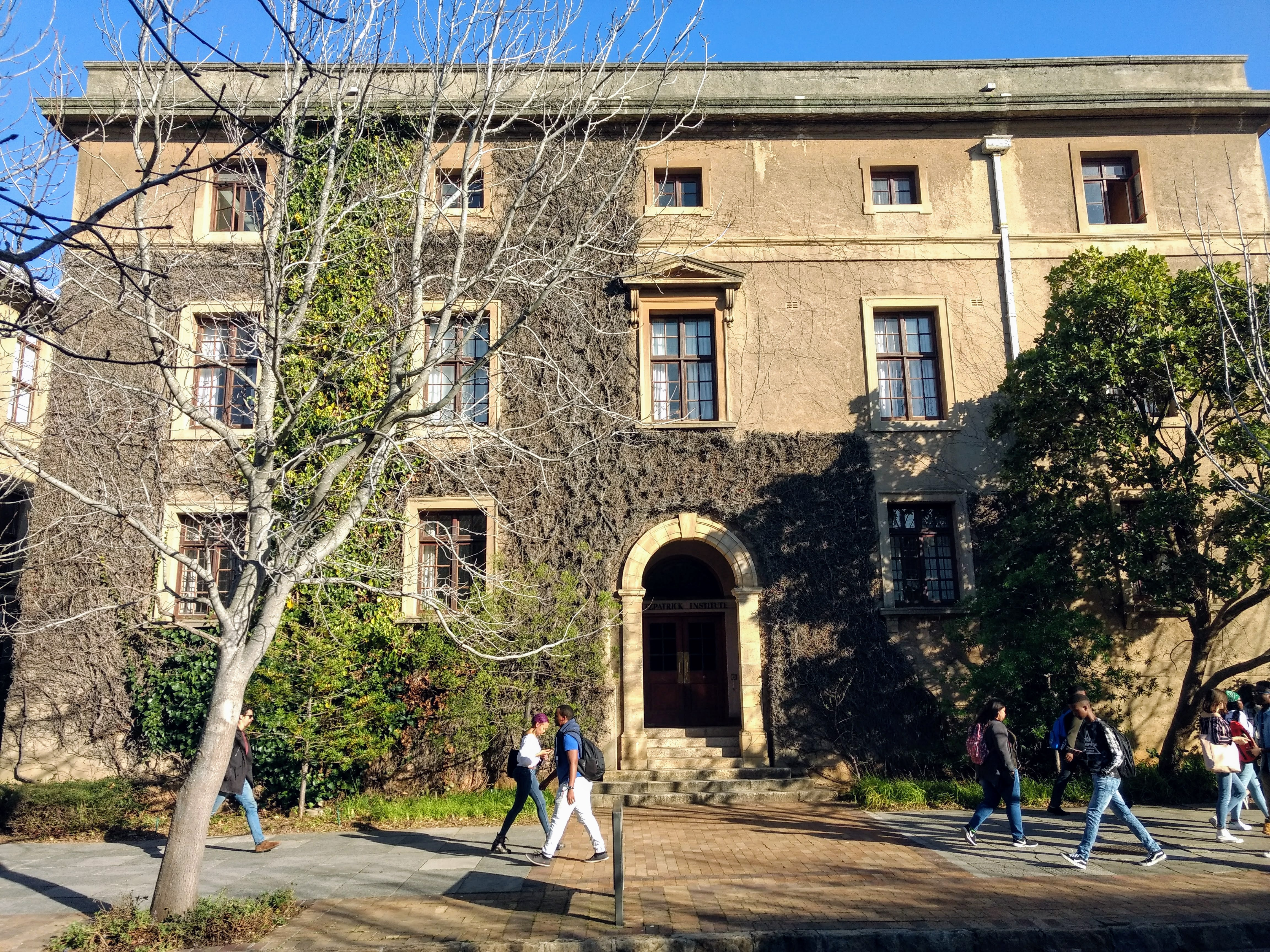
Percy FitzPatrick Institute of African Ornithology, Universität von Kapstadt

Das Percy FitzPatrick Institute of African Ornithology (auch Fitztitute) ist das älteste Institut für Ornithologie auf dem afrikanischen Kontinent und ein An-Institut der University of Cape Town im südafrikanischen Kapstadt. Es ist eines der sechs Institute, die von Nationalen Forschungsrat des Landes als „exzellent“ ausgezeichnet wurden.
Das 1959 gegründete Institut ist heute in den Räumen der Zoologischen Abteilung der Universität beheimatet. Heute arbeitet das Institut in vielen Aspekten der ornithologischen Forschung. Die Forschungsfragen wurden im Laufe der Jahre über taxonomische Fragestellungen auch auf den Landschaftskontext, Ökosystemfunktionen von Vögeln und die Zugvogelforschung mittels Satellitentelemetrie ausgeweitet.
Die Gründung dieser Einrichtung wurde durch Cecily Niven betrieben, der Tochter von James Percy FitzPatrick (1862–1931, südafrikanischer Politiker, Unternehmer und Schriftsteller), nach dem das Institut benannt wurde.

## Arbeitsbereiche
Neben einem Master-Kurs in Conservation Biology ist das Institut vor allem in der Forschung aktiv.
Hauptarbeitsbereiche in der Ornithologie sind:
- Systematik und Biogeographie der Avifauna
- Life-history-Strategien
- Sozialbiologie und Populationsbiologie
- Ökologie des Vogelzugs
- Ökologische und evolutionäre Physiologie
- Seltenheitsmeldungen für südafrikanische Vögel
- Inselbiogeographie
- Seevogelforschung
- Vögel als Jagdwild
- Räumliche Parasitologie und Epidemiologie
- Raumliche Muster in landschaftsökologischen Zusammenhängen
- Umwelt- und Ressourcenökonomie, Wasser- und Ästurarökologie und Naturschutz
- Anpassung an die globale Erwärmung